# Матвейцева Ганна Олександрівна
Ганна Олександрівна Матвейцева (нар. 17 квітня 1961, Чернігів) — український графік; член Спілки художників України з 1994 року. Дружина художника Володимира Матвейцева, мати графіка Ольги Матвейцевої.

## Біографія
Народтлася 17 квітня 1961 року в місті Чернігові (нині Україна). Упродовж 1980—1984 років навчалася у Брянському художньому училищі; у 1986—1992 роках — у Київському державному художньому інституті, де її викладачами були зокрема Микола Компанець, Андрій Чебикін.
Працювала у Чернігові: у 1984—1986 і 1999—2002 роках — у художньо-виробничих майстернях; у 1994—2001 роках — викладач художньої школи; у 2001—2013 роках — старший викладач кафедри естететичного виховання Чернігівського педагогічного університету. Живе у Чернігові, в будинку на 1-му провулку Шевченка, № 5.

## Творчість
Працює у галузі станкової графіки. У реалістичному стилі створює натюрморти, тематичні композиції. Серед робіт:
- «Колискова» (1989);
- «Українська Богоматір» (1990);
- «Вознесіння» (1992);
- «Спомин» (1993);
- «Матір Божа» (1993);
- «Натюрморт із люстерком» (2005);
- «Теплий натюрморт» (2007);
- «Натюрморт зі сливкою» (2009);
- «Натюрморт із сухими квітами та мушлею» (2010);
- «Натюрморт із мушлею» (2011).

Бере участь в обласних, всеукраїнських мистецьких виставках і пленерах з 1994 року.
Деякі роботи художниці зберігаються у Чернігівському художньому музеї.